# Klingnau
Klingnau (schweizertyska: Chlingnau) är en ort och kommun i distriktet Zurzach i kantonen Aargau, Schweiz. Kommunen har 3 673 invånare (2023).